# Vernon Reid
Vernon Reid (Londen, 22 augustus 1958) is een uit het Verenigd Koninkrijk afkomstige Amerikaanse fusion- en cross-over-gitarist, die bij een breed publiek bekend is als oprichter en co-leider van Living Colour.

## Biografie
Reid groeide op in Brooklyn en leerde op 15-jarige leeftijd als autodidact gitaar spelen. Na een kort gastoptreden bij de r&b-zanger Kashif formeerde hij in 1976 samen met Melvin Gibbs de band Point of View. Tussen 1979 en 1985 waren Gibbs en Reid lid van Decoding Society van Ronald Shannon Jackson, waarmee hij later ook nu en dan samen speelde. Na zes albums met Jackson en vele tournees formeerde hij in 1984 de Black Rock-band Living Colour (eerst als trio), bij wiens tournees gasten meewerkten als Mick Jagger, Little Richard, Maceo Parker en Geri Allen. Latere bands waren Masque (met Leon Gruenbaum en gasten als Don Byron en Graham Haynes), Yohimbe Brothers (met DJ Logic) en Polar Bear Club. Met Jamaaladeen Tacuma en Calvin Weston formeerde hij het trio Free Form Funky Freqs. Met Jack Bruce, John Medeski en Cindy Blackman ging hij in 2008 en 2011 op tournee, om nummers van Tony Williams opnieuw te vertolken. In 2012 volgde met deze superband het album Spectrum Road.
Daarnaast speelde Reid mee op opnamen van Public Enemy en Defunkt, maar ook op geluidsdragers van Carlos Santana, John Zorn, Jamaaladeen Tacuma, Bill Frisell, Marcus Miller, Jack DeJohnette, Arto Lindsay, B.B. King, Pharoahe Monch en Tracy Chapman. Samen met collega-gitaristen David Torn en Elliott Sharp had hij Guitar Oblique opgenomen.
Reid ziet zijn muzikale wortels in de rock in gelijke mate in jazz-voorbeelden als Eric Dolphy, John Coltrane en Ornette Coleman en ziet zich in de traditie van zwarte rock/jazz-gitaristen als Ernie Isley (van The Isley Brothers), Jimi Hendrix, Blackbird McKnight en Arthur Rhames. 
Reid had onder andere de beide Grammy Award-genomineerde albums Papa van Salif Keïta en Memphis Blood: The Sun Studio Sessions van James Blood Ulmer geproduceerd en ook filmmuziek. Reid werd door het tijdschrift Rolling Stone onderscheiden als een van de 100 beste gitaristen aller tijden.

## Black Rock Coalition
Volgens Joe Gores biografische scriptie over Reid vallen Afro-Amerikaanse hardrockbands buiten de commerciële patronen. Vernon Reid had met talrijke acties het stilistische stereotype van de muziekbusiness aangevallen en met de The Village Voice-auteur Greg Tate in 1985 de Black Rock Coalition in het leven geroepen, een verenigde muzikale en politieke coalitie van zwarte artiesten en sponsoren. In hun oproep voerden ze actie tegen het Amerikaanse apartheid-georiënteerde rockcircus en eisten ze het recht op creatieve vrijheid en toegang tot de Amerikaanse en internationale markten. Ze argumenteerden, dat met het bestaan van zwarte hitlijsten, zwarte radio en zwarte concert-promotie een afzonderlijk, maar ongelijk economisch systeem voortduurde.

## Discografie
- 1984: Smash & Scatteration (met Bill Frisell)
- 1996: Mistaken Identity
- 1998: GTR OBLQ (met Elliott Sharp en David Torn)
- 2002: Front End Lifter – Yohimbe Brothers
- 2004: Known Unknown
- 2004: The Tao Of Yo – Yohimbe Brothers
- 2006: Other True Self